# Jane Austen ødelagde mit liv
Jane Austen ødelagde mit liv (fransk originaltitel: Jane Austen a gâché ma vie) er en fransk romantisk komediefilm fra 2024, der er instrueret af Laura Piani. Det er en genrefilm om en ung fransk singlekvinde Agathe, hvis idol er den engelske forfatter Jane Austen, den romantiske komedies mor.

## Handling
Hovedpersonen Agathe er en lidt klodset, men charmerende ung kvinde, der savner en kæreste. Hendes drøm er at blive forfatter, og ofte forsvinder hun ind i sin yndlingsforfatter Jane Austens romantiske universer. Vil hun nogensinde opleve den samme form for lidenskabelig kærlighed som i Jane Austens bøger? Hendes dage går med at arbejde i den legendariske britiske boghandel "Shakespeare & Co" i Paris, hvor hun udnytter muligheden for at anbefale bøger af Austen. Men så bliver hun pludselig inviteret på et skriveophold i England, der er arrangeret af selveste Jane Austens efterkommere. Hun køres til færgen af sin bedste ven Félix og hentes på den anden side af den pæne, men meget snobbede englænder Oliver. Der opstår øjeblikkelig dårlig stemning mellem de to, præcis som mange store kærlighedshistorier er opstået i såvel Austens romaner som i mange andre romantiske komedier i filmhistorien. Vil Agathe ende med at vælge spradebassen Félix eller stivstikkeren Oliver, eller hvad vil der ske? 

## Medvirkende
- Camille Rutherford som Agathe Robinson
- Pablo Pauly som Félix
- Charlie Anson som Oliver
- Annabelle Lengronne som Chéryl
- Liz Crowther som Beth
- Alan Fairbairn som Todd
- Lola Peploe som Olympia

## Modtagelse
I dagbladet Information skrev anmelderen Lone Nikolajsen, at Agathe og hendes to bejlere var ganske charmerende og fotografen Pierre Mazoyers billeder præget af en nostalgisk idyl, men at filmen havde karakter af at være en stiløvelse, og at optagetheden af at spille på den romantiske komedies genrekonventioner gik ud over tilskuerens følelsesmæssige indlevelse. Jyllands-Posten gav filmen tre stjerner ud af seks og mente, at den hverken var en rigtig god eller interessant film, men på sine egne meget små præmisser en underholdende skildring af kærlighedens kår. Avisen.dk gav ligeledes tre stjerner. Anmelderen mente, at Camille Rutherford spillede glimrende, men at filmen i øvrigt var ufokuseret og halvbagt og aldrig helt fandt en passende balance mellem litterære vittigheder, kvindefrigørende litteratur og romantiske klichéer.